# On the Level
| 전문가 평가 | 전문가 평가 |
| 평가 점수   | 평가 점수   |
| 출처        | 점수        |
| ----------- | ----------- |
| AllMusic    | [ 2 ]       |

《On the Level》은 영국의 하드 록 밴드 스테이터스 쿠오의 여덟 번째 스튜디오 음반이다. 이 음반의 커버 아트는 에임스 방에 있는 밴드 멤버들을 특징으로 하며, 오리지널 바이닐 발매에서는 내부 게이트폴드 슬리브가 그룹 멤버들이 서로 찍은 비공식 사진으로 구성되었다.

## 배경
1974년 11월, 밴드는 이 음반의 유일한 싱글인 〈Down Down〉이라는 제목의 로시/영 노래의 편집된 버전을 발매했다. 그 싱글은 그 밴드에게 지금까지 유일한 1위 히트곡을 선사했다. 그것의 B-사이드는 파핏/영 음반 트랙 〈Nightride〉였다.
1975년 2월에 음반이 발매되었을 때, 그 그룹은 판매량 기준으로 그들의 경력의 정점에 있었다. 이 음반은 차트 1위에 올랐다. 모든 트랙은 척 베리 작곡의 〈Bye Bye Johnny〉를 제외하고 그룹과 장기 협력자인 밥 영이 작사 또는 공동 작곡했다.

## 곡 목록
| #  | 제목                 | 작사·작곡            | 리드 보컬  | 재생 시간 |
| -- | -------------------- | -------------------- | ---------- | --------- |
| 1. | 〈Little Lady〉      | 릭 파핏              | 파핏       | 3:03      |
| 2. | 〈Most of the Time〉 | 프랜시스 로시, 밥 영 | 로시, 영   | 3:22      |
| 3. | 〈I Saw the Light〉  | 로시, 영             | 로시       | 3:40      |
| 4. | 〈Over and Done〉    | 앨런 랭커스터        | 로시       | 3:55      |
| 5. | 〈Nightride〉        | 파핏, 영             | 파핏, 로시 | 3:54      |

| #   | 제목               | 작사·작곡 | 리드 보컬 | 재생 시간 |
| --- | ------------------ | --------- | --------- | --------- |
| 6.  | 〈Down Down〉      | 로시, 영  | 로시      | 5:25      |
| 7.  | 〈Broken Man〉     | 랭커스터  | 랭커스터  | 4:14      |
| 8.  | 〈What to Do〉     | 로시, 영  | 로시      | 3:07      |
| 9.  | 〈Where I Am〉     | 파핏      | 파핏      | 2:45      |
| 10. | 〈Bye Bye Johnny〉 | 척 베리   | 랭커스터  | 5:21      |

## 인증
| 국가                                                  | 인증        | 판매량/출하량 |
| ----------------------------------------------------- | ----------- | ------------- |
| 오스트레일리아 (ARIA)                                 | 3× 플래티넘 | 150,000^      |
| 프랑스 (SNEP)                                         | 골드        | 100,000*      |
| 네덜란드 (NVPI)                                       | 골드        | 25,000        |
| 스웨덴 (GLF)                                          | 골드        | 25,000        |
| 스위스 (IFPI 스위스)                                  | 골드        | 25,000^       |
| 영국 (BPI)                                            | 골드        | 100,000^      |
| *판매량을 기반으로 한 인증 ^출하량을 기반으로 한 인증 |             |               |